# Wilhelm Hartmann (Maschinenbautechniker)
Wilhelm Hartmann (* 23. Dezember 1853 in Hildesheim; † 22. Dezember 1922 in Berlin) war ein deutscher Maschinenbautechniker und Hochschullehrer.

## Leben
Nach technischem Studium arbeitete er zunächst als Regierungs-Baumeister. Durch seine Erfindung der Lokomotiv-Tender-Kupplung wurde Franz Reuleaux auf ihn aufmerksam und gewann ihn als Mitarbeiter in seinem Labor an der Technischen Hochschule Charlottenburg. 1886 habilitierte er sich dort als Privatdozent. Zusammen mit Reuleaux war er auf mehreren Weltausstellungen als Preisrichter tätig. Nachdem ihm 1892 das Prädikat als Professor verliehen worden war, wurde ihm nach dem Weggang von Reuleaux 1897 die Dozentur für kinematische Geometrie und Kinematik übertragen. 1918 erfolgte seine Ernennung zum außerordentlichen Honorarprofessor. Als Nachfolger von Reuleaux oblag ihm auch die Betreuung von dessen bedeutender kinematischer Sammlung, die aber durch Kriegsschaden zum größten Teil verloren ging. Hartmann gilt auch als Erfinder eines Spiritusmotors.
Seine letzte Ruhestätte fand er auf dem Südwestkirchhof Stahnsdorf.

## Schriften
- Theorie der Locomotiv-Tender-Kupplungen, Berlin 1884.
- Aufhack- und Austrebermaschine, Berlin 24. Juni 1888 (Patent).
- Dynamische Theorie der Dampfmaschine, Berlin 1892.
- Die neueren Kraftmaschinen und ihre Bedeutung für die Landwirtschaft, Leipzig 1895.
- Leistungsversuche mit Petroleummotoren. In: Zeitschrift für deutsche Ingenieure 39(1895), S. 342, 373, 399, 469, 586 und 616.
- Prüfung der Petroleummotoren 1894 (= Arbeiten der Deutschen Landwirtschafts-Gesellschaft H.6), Berlin 1895 (mit Richard Schöttler).
- Franz Reuleaux. In: Zeitschrift für deutsche Ingenieure 49(1905), S. 1481–1482.
- Gedenkrede bei der Enthüllung des Denkmals für Franz Reuleaux, gehalten 1912, Berlin 1913.
- Die Maschinengetriebe. Ein Lehr- und Handbuch zum Gebrauch in Vorlesungen sowie zum Selbstunterricht für Maschinen-Ingenieure und Studierende der Maschinentechnik, Stuttgart-Berlin 1913.